# 卡本代爾 (加利福尼亞州)
卡本代爾（英語：Carbondale）是位於美國加利福尼亞州阿馬多爾縣的一個非建制地區。該地的面積和人口皆未知。

## 地理
卡本代爾的座標為38°24′32″N 121°00′25″W / 38.40889°N 121.00694°W，而該地的平均海拔高度為68米（即223英尺）。